# Ul'janovskij rajon (Oblast' di Kaluga)
L'Ul'janovskij rajon (in russo Ульяновский район?) è un rajon dell'Oblast' di Kaluga, nella Russia europea, il cui capoluogo è Ul'janovo. Istituito nel 1929, ricopre una superficie di 1.656 chilometri quadrati.